# عزت جانملکی
عزت‌الله جانملکی (زادهٔ ۲۳ مرداد ۱۳۲۶ – درگذشتهٔ ۵ مهر ۱۳۷۸) یکی از بازیکن فوتبال اهل ایران بود که سابقه بازی در تیم استقلال را دارد.

## دوران حرفه‌ای
جانملکی در دوران حرفه‌ایش برای تیم‌های کیان و تاج بازی کرد و با تیم تاج دو بار قهرمان ایران نیز شد.
تعصب و توان دفاعی بالای او در تاج لقب سیم خاردار فوتبال ایران را برایش به ارمغان آورد.
علی جانملکی فرزند او مدتها در تیم پاس توپ می‌زد و به قهرمانی در لیگ برتر هم رسید.
نوه وی امیرمهدی جانملکی نیز فوتبالیست حرفه ای است و در لیگ برتر فوتبال ایران توپ می زند.

## مرگ
وی به بیماری ام‌اس مبتلا شد و در پاییز ۱۳۷۸ از دنیا رفت.